# Рассольная (приток Вижая)
Рассольная — река в Горнозаводском городском округе Пермского края, приток Вижая, притока Вильвы. Впадает в Вижай слева в 58 км от его устья. Длина реки 11 км. Истоки примерно в 3 км на север от железнодорожной станции Койва, основное направление течения преимущественно на юго-запад, в нижнем течении на северо-запад.

## Данные водного реестра
По данным государственного водного реестра России, река относится к Камскому бассейновому округу, речной бассейн — Кама, речной подбассейн реки — бассейны притоков Камы до впадения Белой, водохозяйственный участок реки — Чусовая от в/п пгт. Кын до устья. Код объекта в государственном водном реестре — 10010100712111100011856.